# 贵州省地质博物馆
26°37′37″N 106°36′14″E / 26.62705°N 106.60399°E
贵州省地质博物馆又名贵州省地质资料馆，位于中华人民共和国贵州省贵阳市观山湖区，是贵州省自然资源厅所属的地质博物馆兼地质资料馆。贵州省地质资料馆于2008年成立，2020年更名为贵州省地质博物馆，于2021年8月14日正式开馆，2024年获评为国家一级博物馆。博物馆共有化石、岩石、矿物标本等藏品10余万件，围绕贵州地质资源和古生物举办常设展览。

## 历史
贵州省地质博物馆的前身是1957年成立的贵州省地质局全省地质资料处。2008年1月，贵州省地质资料馆获批成立，为贵州省国土资源厅所属正县级事业单位，办公地址位于贵阳市云岩区宝山北路217号（市药材公司院内）。
为解决地质资料保管设施简陋、档案库房不足等问题，自2011年起，贵州省国土资源厅（后改为省自然资源厅）会同贵州省地质矿产勘查开发局、贵州省有色金属和核工业地质勘查局及贵州省煤田地质局开始筹建新地质资料馆和地质博物馆。2015年6月24日，项目可行性报告获得贵州省发改委批复。博物馆主体建筑于2016年10月开工，2019年12月完工。2020年8月，贵州省地质资料馆更名为贵州省地质博物馆，加挂贵州省地质资料馆牌子，为贵州省自然资源厅所属正县级事业单位，并于当月24日迁至博物馆北楼4楼办公。2021年8月14日，贵州省地质博物馆正式开馆。2024年5月，博物馆被中国博物馆协会评定为国家一级博物馆。

## 建筑

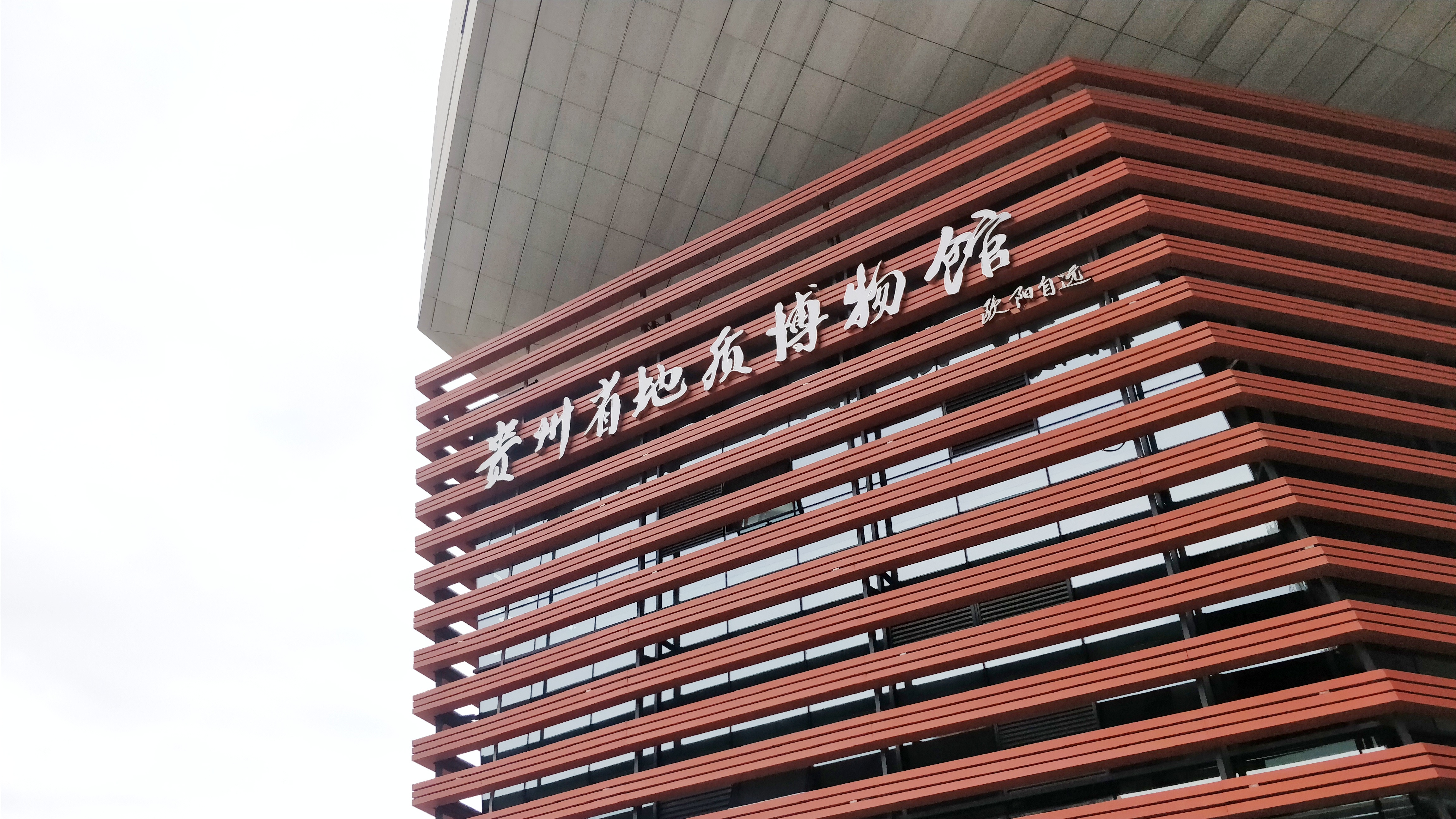
贵州省地质博物馆近景，馆名由中国科学院院士欧阳自远题写

贵州省地质博物馆位于贵阳市观山湖区云潭南路与兴筑西路交汇处，总建筑面积40004.5平方米，由5栋单体建筑组成，包括地质博物馆展厅、地质资料馆库房、综合业务用房、多功能报告厅及配套用房。博物馆由贵州省建筑设计研究院四分院设计，主体建筑造型寓意为“黔之石”，综合了梵净山蘑菇石、沉积岩、梯田、贵州的拼音首字母缩写“GZ”等元素。曾获得2019年度贵州省 “黄果树杯”优质工程评比第一名及2020年度中国建设工程鲁班奖（国家优质工程）。

## 展览
截至2021年8月，贵州省地质博物馆共有化石、岩石、矿物标本等藏品10余万件，其中化石标本有3000余件，展陈总面积为1.6万余平方米，设有序厅、常设展厅、临时展厅及互动展区，4个常设展厅分别设置“神秘贵州”“多彩贵州”“富饶贵州”“奋进贵州”4个常设展览。
| 楼层   | 展厅     | 说明 |
| ------ | -------- | --- |
| 一楼   | 序厅     | 墙面上嵌有160平方米的巨幅海百合化石和瓮安、凯里、盘县、兴义、关岭5个化石生物群落的浮雕作品。                                                            |
| 一楼   | 神秘贵州 | 以贵州境内的古生物为主题，通过400余件化石标本、复原场景和多媒体影像展现贵州5亿年前至200万年前的生物演化过程。包括鱼龙、贵州龙、海百合等。               |
| 二楼   | 多彩贵州 | 以贵州喀斯特地貌为主题，通过复原场景和多媒体影像等方式普及喀斯特地貌知识，再现黄果树瀑布、织金洞、马岭河峡谷等著名景观。                                |
| 二楼   | 富饶贵州 | 展示300多件矿物、矿石标本和宝石、玉石工艺品，介绍贵州的矿产资源。                                                                                       |
| 二楼   | 奋进贵州 | 通过历史图片、文物、雕塑等形式，介绍贵州自明清时期至今在地质矿产、地理测绘、土地管理领域的发展历程与成就。展出文物300余件，包括李四光等地质学家的手稿。 |
| 负一楼 | 临时展厅 | 该层除临时展厅以外还有互动展区、主题图书馆、文创商店、主题餐厅、科研科普活动室、5D影院等。                                                              |

## 研究

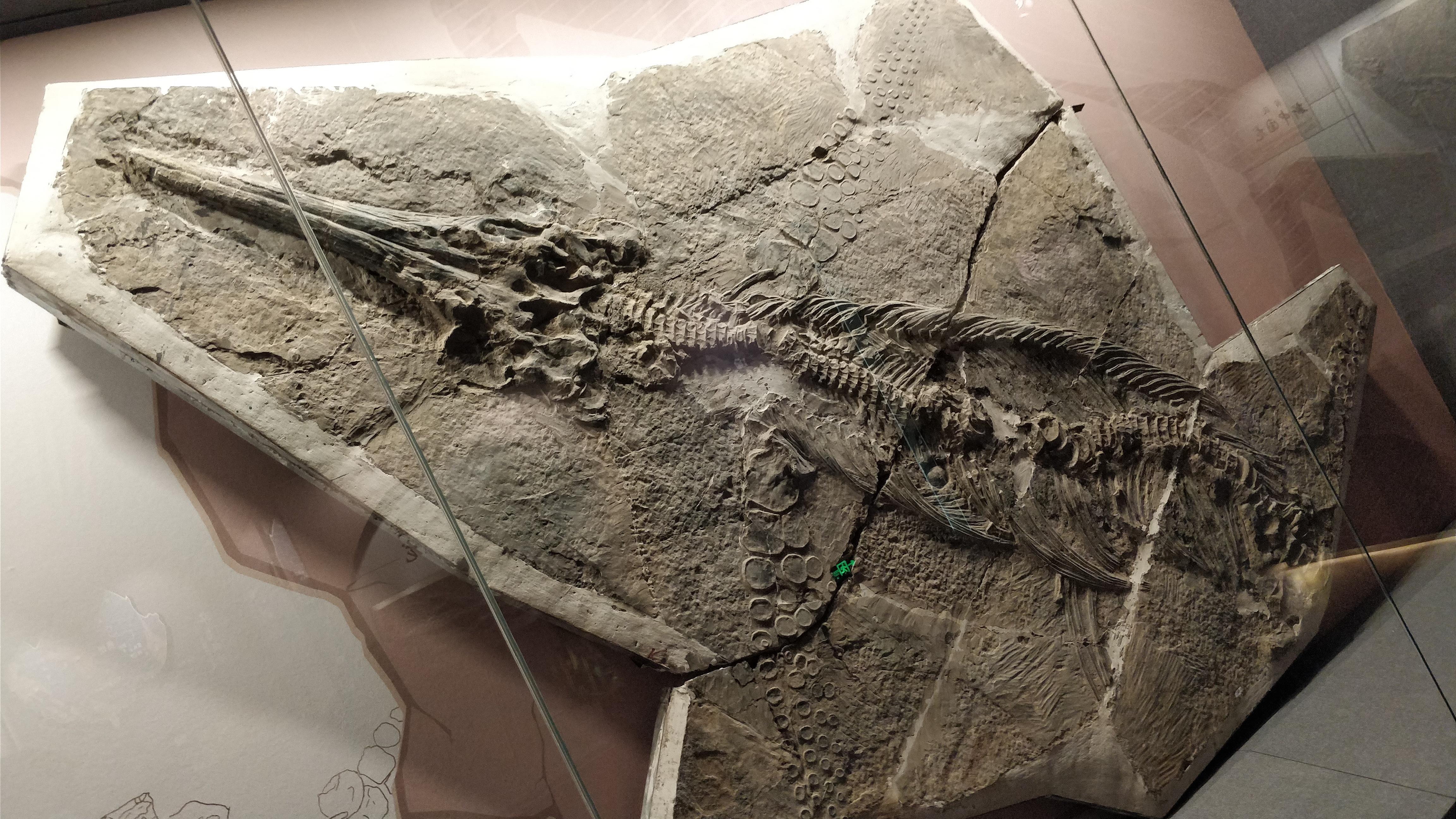
馆藏邓氏贵州鱼龙模式标本

截至2019年，贵州省地质资料馆馆藏成果地质资料1.7万余档，出版资料、图书和自然资源行政审批档案20余万件，以及大量实物地质资料和原始地质资料。
地质博物馆负一层设有化石修复室，负责馆藏化石的修复工作。

## 参观信息
贵州省地质博物馆免费对外开放，开放时间为每周二至周日9:00—17:00（16:00停止入馆），周一闭馆（国家法定节假日顺延）。2019冠状病毒病疫情期间，参观前须通过官方微信公众号预约。